# هکلر و کخ فاوپه۷۰
هکلر و کخ فاوپه۷۰ (به آلمانی: VP70) یک اسلحه دستی ساخت هکلر و کخ آلمان می‌باشد. این تپانچه با فشنگ کالیبر ۱۹×۹ میلی‌متر پارابلوم تغذیه می‌شود و قابلیت قرارگیری در وضعیت شلیک ۳ تیر پیوسته را دارا می‌باشد، بدنه آن از جنس بسپار می‌باشد. فاوپه کوتاه‌شده عبارت آلمانی Volkspistole به معنای تپانچه مردم ۷۰ نشان دهنده سال آغاز تولید آن -۱۹۷۰ میلادی- می‌باشد.
فاوپه۷۰ نخستین تپانچه با پوشش بسپاری (پلیمری) بود، ۱۲ سال پیش از ساخته‌شدن گلاک.

## به‌کاربرندگان
- مراکش[۲]
- پاراگوئه: VP70Z variant.[۲]
- پرتغال: VP70M variant.[۲]